# Moskvitch 407/403
Les Moskvitch 407 et Moskvitch 403 sont des automobiles fabriquées par le constructeur russe Moskvitch, installé à Moscou. La 407 fut produite de 1958 à 1963, et a été remplacée par la 403, très peu différente, qui sera vendue jusqu’en 1965.

## La 407 (1958-1963)

### Un nouveau moteur
Au mois de juin 1958, la Moskvitch 402 reçoit un nouveau moteur, et en profite pour changer de nom. Ce sera 407. Ce nouveau moteur, à soupapes latérales, est un 1357 cm³ développant 45 ch, et consommant 9 L aux 100 km.
André Costa, de l’Auto-Journal, essaye la voiture début 1961. Il atteint 117 km/h et couvre le kilomètre en 46,4 secondes, soit un temps bien inférieur à la Simca Aronde 1300.
Costa ne semble pas emballé par la Moksvitch, et malgré un moteur souple et une boîte bien synchronisée, il lui reproche « des freins très durs, un moteur bruyant, une direction imprécise et de forts débattements de suspension ».
Cependant, quelques milliers d’exemplaires trouvent preneur à l’Ouest, en Finlande, au Benelux, en Suède et en Autriche particulièrement.
Comme la 402, la 407 sera disponible sur demande en version 4 roues motrices, type 430H, avec la carrosserie fourgonnette.
En URSS, la police et le KGB auront droit à une version développant 67 ch, et atteignant 145 km/h.

### Le diesel le moins cher du marché
En 1960, la 407 se voit installer une nouvelle calandre grillagée, plus moderne.
En Belgique, l’importateur Sobimpex commence la production à Anvers de la 407 destinée au Benelux, rebaptisée Scaldia.
Sobimpex a alors l’idée de monter un diesel Perkins 99, un 1621 cm³ donnant 43 ch, sur la Moskvitch. Disponible à partir de la rentrée 1962, la 407 diesel atteint les 115 km/h en vitesse de pointe, et consomme seulement 6 L aux 100 km.
Disponible en essence au prix de 59 900 F, soit autant qu’une Renault Dauphine, la Moskvitch devient vraiment compétitive avec le diesel : affichée à 84 900 F, elle est la voiture diesel la moins chère du marché. Et de loin : la Peugeot 403 D n’étant disponible qu’à partir de 110 000 F.
Fin 1963, la 407 cède sa place à la…403, à peine retouchée.
En 5 ans, 266 309 exemplaires de la Moskvitch 407 ont été construits.
```

```

## La 403 (1963-1965)
La Moskvitch 403 est présentée le 5 décembre 1963, alors que la Peugeot éponyme est toujours fabriquée... Curieusement, Peugeot, qui détient le brevet des numéros à zéro central, et qui vient de faire pression sur Porsche pour renommer la 901 du constructeur allemand en 911, n’a pas réagi…
Les modifications concernent la calandre, plus haute et à mailles plus larges, les sièges, et on note l’apparition de lave-glaces.
Les carrosseries break et fourgonnette sont toujours au programme, mais plus la transmission intégrale.
La 403 sera présente deux ans au catalogue, avant d’être remplacée par la 408. 135 523 exemplaires ont été produits, dont 27 795 breaks et utilitaires.

## Sources
- Bernard Vermeylen, Voitures des pays de l'Est, Boulogne-Billancourt, ETAI, 2008, 239 p. (ISBN 978-2-7268-8808-7, OCLC 470767381)